# Ryan Griffin (giocatore di football americano 1990)
Ryan Griffin (Londonderry, 11 gennaio 1990) è un giocatore di football americano statunitense che gioca nel ruolo di tight end per i Chicago Bears della National Football League (NFL). Fu scelto nel corso del sesto giro (201º assoluto) del Draft NFL 2013 dai Texans. Al college ha giocato a football all’Università del Connecticut.

## Carriera

### Houston Texans
Griffin fu scelto nel corso del sesto giro del Draft 2013 dagli Houston Texans. Debuttò come professionista nella vittoria della settimana 1 contro i San Diego Chargers. Il primo touchdown in carriera lo segnò nella settimana 10 contro gli Arizona Cardinals. La sua stagione da rookie si concluse con 244 yard ricevute e un touchdown in 15 presenze, 8 delle quali come titolare.
Il primo touchdown della stagione 2015, Griffin lo segnò nel dodicesimo turno su passaggio di Brian Hoyer nella vittoria sui New Orleans Saints.

### New York Jets
Il 22 luglio 2019 Griffin firmò con i New York Jets.

### Chicago Bears
L'8 aprile 2022 Griffin firmò con i Chicago Bears.